# 佐藤友啟
佐藤友啓（1月26日—），日本男性配音員。出身於千葉縣。身高174cm。B型血。
D-COLOR所屬，以前經歷OFFICE野澤（野澤雅子主宰）、Media Force。

## 演出作品
※粗體字表示說明飾演的主要角色。

### 電視動畫
2012年
- Aikatsu！偶像活動！（警備員）
- 少女與戰車
- K（教務主任）

2013年
- Aikatsu！偶像活動！（オヤッサン）
- COPPELION（井伏[2]
- 限制級殺手
- 絕對防衛利維坦（坑夫A）
- 蘿球社！SS（工作人員〈男性〉）

2014年
- 如果折斷她的旗（理事長A、七德院A、乘客A）
- 金田一少年之事件簿R（客人、工廠長、主人）
- JoJo的奇妙冒險 星塵鬥士（2014～2015，不良B、男店員、醫師、作業員B、小學教師、SPW財團醫師B）
- 信長協奏曲
- 魔法科高中的劣等生（布蘭契構成員、詹姆斯·朱）
- 龍孃七七七埋藏的寶藏（男人A）

2015年
- 亞爾斯蘭戰記（士兵）
- 戰姬絕唱SYMPHOGEAR GX（隊員A）
- 六花的勇者（男）

2016年
- 熊巫女（龜井、工作人員）
- 熱情傳奇 The X（二等對魔士、士兵）
- 漂流武士（ゴブリン）

2017年
- 銀魂.（春雨）
- 熱情傳奇 The X（商人）
- 數碼暴龍宇宙 應用怪獸（大森亭的老爹）
- 犬屋敷（黑道、警官、乘客）

2018年
- 雷頓神秘偵探社～卡特莉的解謎事件簿～（皮特[3]）

2020年
- 聽我的電波吧（柏木、步度根、仇賁）

### 電影動畫
2012年
2013年
- 烙印勇士 黃金時代篇III 降臨（隊長）
- 空之境界 未來福音（叔叔、刑事、紳士）

2015年
- 劇場版 少女與戰車（飲屋店主）

### 網路動畫
2019年
- 動畫PSO2 Comi（澤克托[4]）

### 遊戲
2012年
- 銀河遊騎兵（アカデミーズ）

2013年
- 我的妹妹哪有這麼可愛。HappyenD

2015年
- 花之女王（日语：レンドフルール）（[5]）

### 廣播劇CD
- 魔影紫光（日语：闇のパープル・アイ）（警官B）
- 因為他討厭魔王大人（流氓2）
- 理想的戀人（常客）
- 宵星傳奇2012 SUMMER（惡混）
- 死選組 ～怪異雪月花～ -死選組誕生篇-（男·男·）

### 外語配音
※作品依英文名稱及英文原名排序。

#### 電影
- 全面攻佔3：天使救援（Bruno〈Rocci Williams 飾演〉[6]）
- 伊甸園（英语：Eden (2014 Spanish film)）（Connie〈姜成鎬 飾演〉）
- 速食遊戲
- 瘋狂麥斯：憤怒道（War Boys隊長3）
- 偷天密碼（英语：Thick as Thieves (2009 film)）

#### 電視影集
- 千日的約定（車東哲〈鄭俊 飾演〉）
- 孫子大傳（田狄〈楊一郎 飾演〉）
- 聖女魔咒 (第8季)
- 最佳愛情（張室長〈鄭滿植 飾演〉）
- 人間的証明（趙東民〈金正學 飾演〉、總支配人）
- 推奴（補校）
- 荊棘鳥（尹明久〈安承勳 飾演〉）

#### 動畫
- 巴霍巴利王：失落的傳說（英语：Baahubali: The Lost Legends）（Rakshit[7]）

### 旁白
- 九州電力官網「銀河鐵道999」

### 活動
- NHK文化祭“來玩科學吧！Marie & Gali（日语：マリー&ガリー）（的聲音）

## 外部連結
- D-COLOR公式官網的聲優簡介（页面存档备份，存于） （日語）
- 佐藤友啟的X（前Twitter） （日語）